# Sais mosellina
Sais mosellina är en fjärilsart som beskrevs av Richard Haensch 1909. Sais mosellina ingår i släktet Sais och familjen praktfjärilar. Inga underarter finns listade.